# Marcus Sorg
Marcus Sorg (* 24. Dezember 1965 in Ulm) ist ein ehemaliger deutscher Fußballspieler und derzeitiger Fußballtrainer. Von März 2016 bis September 2023 war er Co-Trainer der deutschen Nationalmannschaft.

## Spielerlaufbahn
In der Jugend begann Sorg bei der TSG Söflingen das Fußballspielen, bevor er 1977 als 12-Jähriger zum SSV Ulm 1846 wechselte. Als Ulm in der Saison 1984/85 die 2. Bundesliga aufstieg, wurde der Offensivspieler sieben Mal aufgeboten, wobei ihm am 18. Mai 1985 sein erster Treffer im Profibereich gelang. Bei der 2:3-Heimniederlage gegen den MSV Duisburg erzielte er den Treffer zum 1:3. Nach dem Abstieg blieb er in Ulm und konnte den sofortigen Wiederaufstieg feiern. An der Seite seines Sturmpartners Uwe Spies und des dynamischen Mittelfeldspielers Dieter Kohnle trug er mit 14 Saisontoren entscheidend zum Erreichen des ersten Tabellenplatzes in der Oberliga Baden-Württemberg bei.
1986/87 lief er 27 Mal in der 2. Bundesliga auf, wiederum gelang ihm ein Saisontor. Nach der Saison erhielt Sorg keinen neuen Vertrag und er wechselte zu den Amateuren des VfB Stuttgart, wo er zugleich ein Ingenieurstudium begann. An der Fachhochschule für Technik in Stuttgart absolvierte er ein Studium der Grundlagen- und Bauphysik, das er erfolgreich mit dem akademischen Grad eines Dipl.-Ing. (FH) Bauphysik abschloss.
1988 stieg er mit den VfB-Amateuren aus der Amateuroberliga ab, 1991 gelang der Wiederaufstieg. Ab 1993 war er für den Ligakonkurrenten TSF Ditzingen aktiv, mit dem er sich 1994 für die neu eingeführte Regionalliga Süd qualifizierte. 1996 wechselte er innerhalb der Regionalliga für ein Jahr zum VfR Mannheim, 1997 kehrte er für zwei weitere Spielzeiten nach Ditzingen zurück und beendete 1999 seine Spielerlaufbahn.

## Trainerkarriere
Im Sommer 1999 begann Sorg als Trainer zu arbeiten. Er betreute die Amateure der Stuttgarter Kickers und war gleichzeitig Trainerassistent bei der ersten Mannschaft. Mit der zweiten Mannschaft stieg er 2000 in die Oberliga Baden-Württemberg auf. Im Dezember des Jahres bestand er die Prüfung zur A-Trainerlizenz. Als die erste Mannschaft der Stuttgarter Kickers im Sommer 2001 unter Cheftrainer Rainer Zobel schlecht in die Saison gestartet war, wurde Zobel am 26. August entlassen und durch Sorg ersetzt. In der Folge befand sich die Mannschaft, die als Aufstiegsaspirant gehandelt wurde, im hinteren Mittelfeld der Tabelle wieder. Am 9. März 2003 wurde Sorg nach einer 0:5-Niederlage bei den Amateuren des FC Bayern München beurlaubt, Nachfolger wurde Rainer Adrion.
Am 1. Januar 2004 wurde Sorg bei der TSF Ditzingen, bei denen er früher selbst spielte, als neuer Trainer vorgestellt. Der ehemalige Regionalligist bangte um den Klassenerhalt in der Verbandsliga Württemberg. Sorg gelang es, mit der Mannschaft zum Ende der Saison die Klasse zu halten. Im Sommer 2004 wechselte er eine Liga höher, als er beim Heidenheimer SB unterschrieb; der Verein war zuvor in die Oberliga Baden-Württemberg aufgestiegen. Hier blieb Sorg nur fünf Monate, da er Ende November einen Vertrag als Trainer bei seinem Heimatverein und Ligakonkurrenten SSV Ulm 1846 unterschrieb. Mit dem Klub spielte er um den Aufstieg in die Drittklassigkeit, der aber mehrfach knapp verpasst wurde. Obwohl sein Vertrag mit dem SSV bis 2008 gültig war, wurde er am 4. September 2007 freigestellt und durch Paul Sauter ersetzt.

### SC Freiburg
Im Sommer 2008 begann Sorg, zunächst als Trainer und Scout der U17-Mannschaft des SC Freiburg zu arbeiten. Anfang 2009, ab der Winterpause, übernahm Sorg das Training der zweiten Mannschaft des SC Freiburg, die in der Regionalliga Süd spielte. Er war damit Nachfolger von Karsten Neitzel, der als Assistent von Volker Finke nach Japan gewechselt war. Gemeinsam mit Co-Trainer Uwe Staib führte er die Mannschaft bis zum Saisonende auf einen Nichtabstiegsplatz. In der folgenden Spielzeit griff er mit ihr zeitweise in das Aufstiegsrennen zur 3. Liga ein und schloss die Spielzeit als Tabellendritter hinter dem Aufsteiger VfR Aalen und der Zweitvertretung des 1. FC Nürnberg ab. Spieler wie Oliver Baumann, Daniel Williams oder Daniel Caligiuri wurden unter Sorg an die erste Mannschaft des Klubs herangeführt.
Am 21. März 2011 gab der SC Freiburg bekannt, dass Sorg ab dem 1. Juli 2011 Cheftrainer der Bundesligamannschaft werde. Er wurde Nachfolger von Robin Dutt, der zur Saison 2011/12 mit seinem Co-Trainer Damir Burić und Torwart-Trainer Marco Langner zu Bayer 04 Leverkusen gewechselt war. Assistiert wurde Sorg vom bisherigen Trainer der U19 Christian Streich, der gleichzeitig auch Co-Trainer unter Dutt war. Am 29. Dezember 2011 trennte sich der Sportclub von Sorg, nachdem der Verein nach der Hinrunde mit nur 13 Punkten in 17 Spielen Tabellenletzter geworden war.

### FC Bayern München
Zur Saison 2012/13 übernahm Sorg die U17-Mannschaft des FC Bayern München und ersetzte dort Stephan Beckenbauer.

### Deutscher Fußball-Bund
Seit der Saison 2013/14 war er für die deutsche U19-Nationalmannschaft zuständig. Mit der Auswahl gewann er Ende Juli 2014 die U19-Europameisterschaft in Ungarn. 2016 war zunächst geplant, dass er die U19 noch während der Europameisterschaft in Deutschland leiten würde, bevor er Nachfolger von Horst Hrubesch bei der U21-Nationalmannschaft werden sollte. Stattdessen übernahm Guido Streichsbier die U19 für das Turnier im Sommer, während Sorg auf Vorschlag Hansi Flicks ab dem 18. März 2016 zweiter Co-Trainer der A-Nationalmannschaft unter Joachim Löw für die bevorstehende Europameisterschaft in Frankreich wurde. Dort gefiel Sorgs Arbeit Löw so gut, dass er schließlich auch nach dem Turnier im Trainerteam verblieb, um als festes Bindeglied zum Juniorenbereich des DFB zu fungieren. U21-Trainer wurde an seiner Stelle Stefan Kuntz.
Am 8. Juni 2019 coachte Sorg die Nationalelf im EM-Qualifikationsspiel in Belarus erstmals vertretungsweise als Cheftrainer, da Löw krankheitsbedingt ausfiel. Deutschland siegte mit 2:0. Auch im folgenden Spiel gegen Estland war Sorg übergangsweise Cheftrainer; es endete 8:0 für Deutschland.
Zusammen mit Flick wurde Sorg nach der 1:4-Niederlage gegen Japan am 10. September 2023 von seinem Amt als Co-Trainer freigestellt.

### FC Barcelona
Zur Saison 2024/25 folgte Sorg Flick zum FC Barcelona und ist dort seitdem als Co-Trainer angestellt.

## Erfolge als Trainer
- U19-Europameister: 2014
- Sieger FIFA-Konföderationen-Pokal: 2017 (Co-Trainer)